# Bolivia, New South Wales
Bolivia là một đô thị thuộc New England, New South Wales, Úc.
Khu vực nơi Bolivia được thành lập là lãnh thổ của người Ngarabal. Trong ngôn ngữ Ngarabal, khu vực được gọi là Bilba, có nghĩa là cây bụi lớn. [1] Khu vực này tiếp tục giữ vai trò quan trọng đối với người Ngarabal kể từ khi châu Âu định cư, bao gồm các khu vực thiêng liêng quan trọng và sân lễ. Có những ghi chép của 300 người Thổ dân tham gia vào một người thám tử ở đó vào những năm 1870. [2]
Khu định cư châu Âu đầu tiên vào năm 1840, với việc thành lập một trạm cừu thuộc sở hữu của một người lính gác tên là Edward Hurry. Nhanh lên trước đây đã trải qua một số năm ở Bolivia ở Nam Mỹ, và đã chọn cái tên này cho mảnh đất xung quanh tài sản của mình. [3] Cừu của Hurry đã ký hợp đồng catarrah và ông đã bán Bolivia cho Sir Stuart Donaldson, người sau đó giữ tài sản cho đến năm 1843.